# 冷口乡
冷口乡，是中华人民共和国山西省运城市绛县下辖的一个乡镇级行政单位。

## 行政区划
冷口乡下辖以下地区：
东冷口村、宋西村、宋中村、宋东村、西冷口村、郭堡村、马堡村、李堡村、乔堡村、老堡村、寨子村、烟庄村、大虎峪村、平道村、横岭关村和小峪村。